# Pilomatrixoma
Pilomatrixoma (nabłoniak wapniejący, nabłoniak wapniejący Malherbego) – typ torbielowatego, łagodnego rozrostu komórek macierzy włosa. Istnieje również złośliwa postać nowotworu określana jako "pilomatrix carcinoma". Pilomatrixoma ma postać twardego, przesuwalnego względem skóry guzka lub grudki o średnicy zazwyczaj 1–5 cm. Z reguły jest pojedynczy, rzadziej mnogi. Skóra zmiany może mieć niebieskawy odcień. Często lokalizuje się na twarzy, nieznacznie częściej u kobiet, zwykle u dzieci. Zmiana jest niebolesna, jedynie w przypadku przerwania ściany guzka i stanu zapalnego pojawiają się dolegliwości bólowe. Leczenie jest chirurgiczne. Udowodniono genetyczne podłoże predyspozycji do pilomatrixoma jakim są mutacje w genie CTNNB1 kodującym beta-kateninę.